# Mensch von Orce

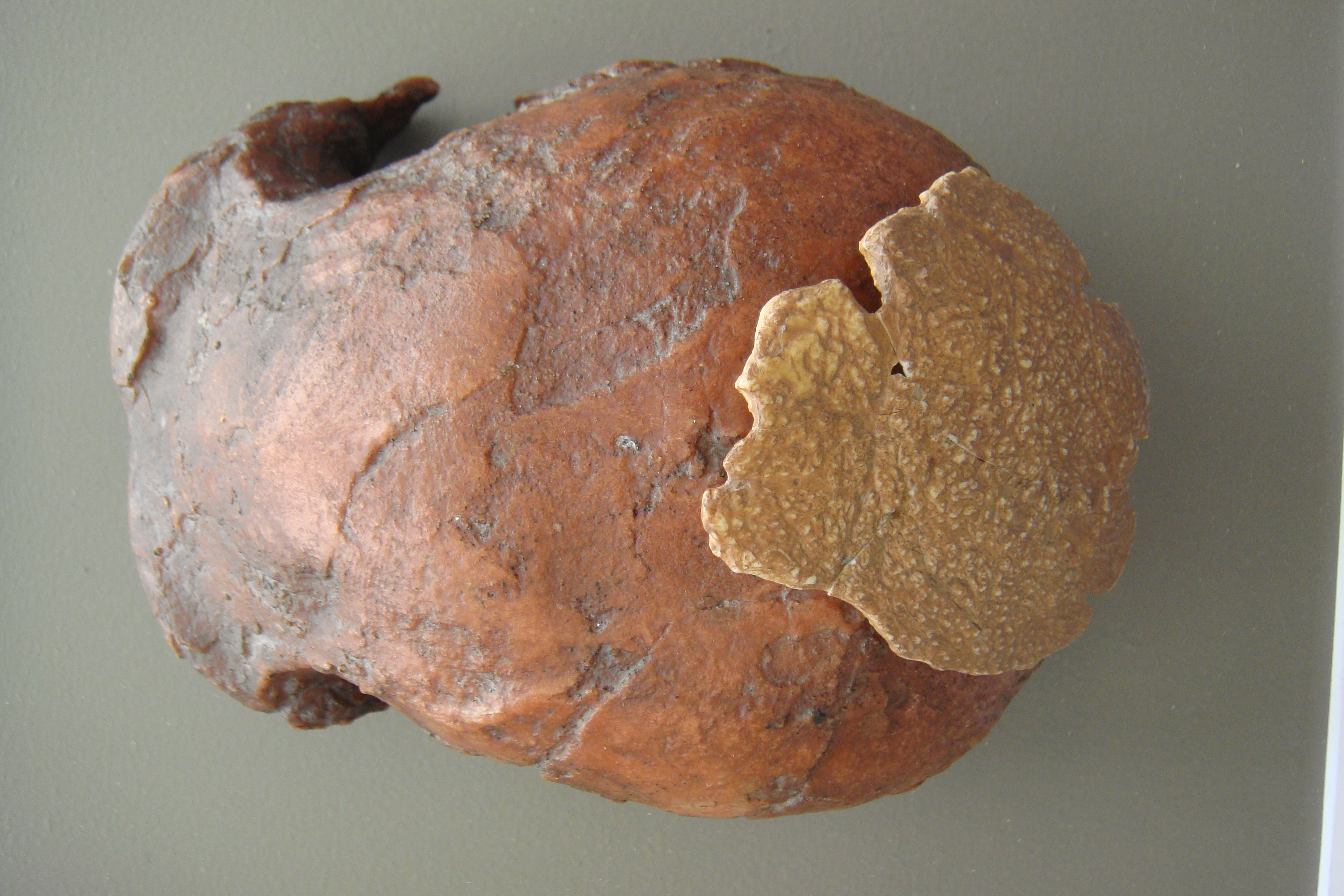
Das Hinterhaupt-Fragment VM-0, angeordnet über einem Schädel von Homo erectus (Replikate im Museo Municipal de Prehistoria y Paleontología in Orce)

Mensch von Orce (auch: Mann von Orce) ist die Bezeichnung für das ungefähr handtellergroße Fragment aus dem Bereich des Übergangs von Scheitelbein zu Hinterhauptbein eines fossilen Schädels, das 1982 in der Fundstätte Venta Micena nahe der Gemeinde Orce (Provinz Granada, Südspanien) in einer rund 1,65 Millionen Jahre alten Fundschicht entdeckt wurde. 1983 wurde das Fossil (Archivnummer VM-0) als hominin interpretiert und einer nicht näher bezeichneten Art der Gattung Homo zugeschrieben, weswegen es als damals ältester Beleg für die Anwesenheit der Gattung in Europa angesehen wurde. Nach der vollständigen Reinigung des Fragments wurde diese Interpretation jedoch 1987 von zwei der drei Co-Autoren der Erstbeschreibung aus dem Jahr 1983 widerrufen, während der dritte Co-Autor, Josep Gibert, bis zu seinem Tod im Jahr 2007 die Einordnung als hominin vertrat. Giberts Interpretation wurde jedoch auch von zahlreichen anderen Wissenschaftlern abgelehnt, da auf der Innenseite des Fossils Merkmale – insbesondere eine anfangs nicht erkennbar gewesene leistenförmige Struktur – entdeckt wurden, die auf einen großen Wiederkäuer oder auf ein fossiles Pferdefohlen (Gattung Equus) verweisen.
Im Jahr 2011 wurde in der von Bernard Wood herausgegebenen Wiley-Blackwell Encyclopedia of Human Evolution für die Fundstelle Venta Micena zusammenfassend notiert: Keine bestätigten homininen Fossilien („No confirmed hominin fossils“). Gleichwohl wurde der Fund auch im Jahr 2024 noch touristisch vermarktet als „der Schädel eines Kindes, der wahrscheinlich etwa anderthalb Millionen Jahre alt ist, und damit der älteste Fund unter allen in Europa gefundenen menschlichen Überresten ist.“

## Zahnfunde

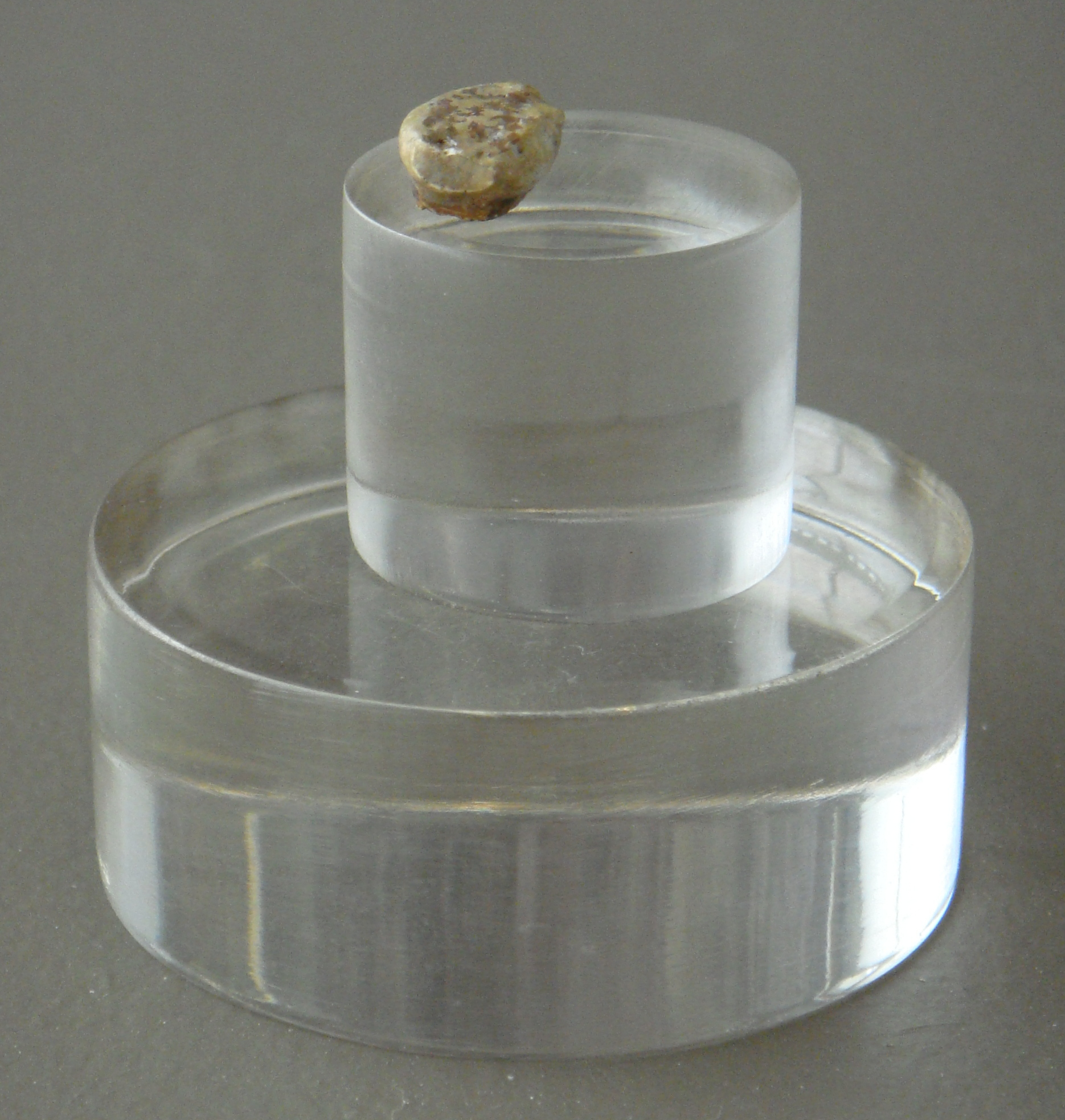
Die fossile Milchzahn-Krone
BL02-J54-100 (Replikat)

Im Jahr 2013 wurde berichtet, bereits 2002 sei an gleicher Region wie das Fossil VM-0 die Krone eines unteren linken Backenzahns ({\displaystyle {dm_{1}}}) aus dem Milchgebiss eines Kindes entdeckt worden (Archivnummer BL02-J54-100), der per Elektronenspinresonanz auf ein Alter zwischen 1,02 und 1,73 Millionen Jahre datiert wurde; paläomagnetische und biochronologische Daten (vergl. Leitfossilien) sollen auf ein Alter von nahezu 1,4 Millionen Jahre hindeuten. Laut dieser Studie bestehen jedoch die größten Ähnlichkeiten des Fundes mit den deutlich jüngeren Fossilien ATD6-94 von Homo antecessor aus der Fundstelle Gran Dolina (ca. 800.000 Jahre alt), Arago 66 von Homo heidelbergensis aus der Höhle von Arago (ca. 450.000 Jahre alt) und einem Neandertaler-Kind aus der Teschik-Tasch-Höhle in Usbekistan (ca. 70.000 Jahre alt).
Bereits 1999 war über den Fund eines ähnlich alten Zahn-Fragmentes aus der Barranco León site 5 bei Orce berichtet worden (BL5-0), dessen Interpretation allerdings umstritten blieb. Auch wurde die 2013 publizierte Datierung des fossilen Zahns BL02-J54-100 angezweifelt.
Trotz dieser Unsicherheiten warb das Archäologische Museum von Orce in der Tourismus-Werbung noch 2022 damit, das „Kind von Orce“ sei der älteste Menschenfund in Europa. 2024 wurde das Museum von der Gemeinde Orce zwar noch als Museo Primeros Pobladores de Europa („Museum der ersten Siedler Europas“) beworben, jedoch ohne Bezug auf die umstrittenen Funde, sondern auf jüngere Exponate, „die die Anwesenheit von Menschen vor etwa einer Million Jahre bis vor vierhunderttausend Jahren bezeugen.“

## Belege
1. ↑  Josep Gibert et al.: Hominid status of the Orce cranial fragment reasserted. In: Journal of Human Evolution. Band 34, Nr. 2, 1998, S. 203–217, doi:10.1006/jhev.1997.0181.
2. ↑  Josep Gibert, Jordi Agusti und Salvador Moyà i Solà: Presencia de Homo sp. en el yacimiento del Pleistoceno inferior de Venta Micena (Orce, Granada). In: Paleontologia y Evolució. Band 12, S. 1–9, 1983.
3. ↑   Jordi Agusti und Salvador Moyà i Solà: Sobre la identidad del fragmento craneal atribuido a Homo sp. en Venta Micena (Orce Granada). In: Estudios geologicos. Band 43, Nr. 5–6, 1987, S. 535–538.
4. ↑  Josep Gibert et al.: Obliteration study of lambdatic and obelionic region sutures in ruminant, carnivores and hominids. In: Estudios Geológicos. Band 62, Nr. 1, 2006, S. 123–134, Volltext.
5. ↑  Bienvenido Martínez-Navarro: The skull of Orce: parietal bones or frontal bones? In: Journal of Human Evolution. Band 43, Nr. 2, 2002, S. 265–270, doi:10.1006/jhev.2002.0566.
6. ↑  Eintrag Orce in: H. James Birx (Hrsg.): Encyclopedia of Anthropology. Sage Publications, 2006, ISBN 0-7619-3029-9.
7. ↑   Bienvenido Martínez-Navarro et al.: Early Pleistocene 'hominid remains' from southern Spain and the taxonomic assignment of the Cueva Victoria phalanx. In: Journal of Human Evolution. Band 48, Nr. 5, 2005, S. 517–523, doi:10.1016/j.jhevol.2005.02.003, Volltext (PDF).
8. ↑  Eintrag Venta Micena in: Wiley-Blackwell Encyclopedia of Human Evolution. Wiley-Blackwell, 2011, ISBN 978-1-4051-5510-6.
9. ↑  Eintrag zur Gemeinde Orce auf andalucia.org, eingesehen am 16. Juli 2024.
10. ↑  Isidro Toro-Moyano, Bienvenido Martínez-Navarro, Jordi Agustí, [...] und Paul Palmqvist: The oldest human fossil in Europe, from Orce (Spain). In: Journal of Human Evolution. Band 65, Nr. 1, 2013, S. 1–9, doi:10.1016/j.jhevol.2013.01.012, Volltext (PDF).
11. ↑  Josep Gibert et al.: Molar tooth fragment BL5-0: the oldest human remain found in the Plio-Pleistocene of Orce (Granada province, Spain). In: Human Evolution. Band 14, Nr. 1–2, 1999, S. 3–19, doi:10.1007/BF02436193.
12. ↑  Francesc Ribot, Luis Gibert et al.: Two Deciduous Human Molars from the Early Pleistocene Deposits of Barranco León (Orce, Spain). In: Current Anthropology. Band 56, Nr. 1, 2015, S. 134–142, doi:10.1086/679615.
13. ↑  An infant's milk tooth from Orce is the earliest known human remain in West Europe. (2. März 2013)
14. ↑  Giovann iMuttoni, Giancarlo Scardia und Dennis V. Kent: A critique of evidence for human occupation of Europe older than the Jaramillo subchron (∼1 Ma): Comment on ‘The oldest human fossil in Europe from Orce (Spain)’ by Toro-Moyano et al. (2013). In: Journal of Human Evolution. Band 65, Nr. 6, 2013, S. 746–749, doi:10.1016/j.jhevol.2013.08.005.
15. ↑  Granada monumental and cultural tourism: The Child of Orce (Memento vom 12. Juni 2018 im Internet Archive). S. 25. Im Original publiziert auf turgranada.es, eingesehen am 11. März 2022.
16. ↑  Historia. Website der Gemeinde Orce, eingesehen am 16. Juli 2024.